# Фехтування на літніх Олімпійських іграх 2020
Змагання з фехтування на літніх Олімпійських іграх 2020 у Токіо пройшли з 24 липня по 1 серпня 2021 року. Вперше в історії фехтування на Олімпійських іграх було розіграно комплекти нагород у всіх видах зброї серед жінок і чоловіків у індивідуальній та командній першостях.

## Кваліфікація
На Олімпійські ігри 2020 року розраховано 200 квот. Кваліфікація буде базуватися на офіційному рейтингу, який опублікує Міжнародна федерація фехтування 5 квітня 2021 року. Після чого буде проведено індивідуальні кваліфікаційні турніри для 4 континентальних зон.
У командних змаганнях у кожній дисципліні буде змагатися 8 команд. Кожна команда має складатися мінімум із 3 спортсменів. Кваліфікацію проходять найкращі 4 команди світового рейтингу. Найкращі команди кожного континенту (Азія-Океанія, Америка, Африка, Європа), які розташовані у топ-16 рейтингу також отримують квоти. У разі відсутності у топ-16 команди з певного континенту, невикористану квоту отримує найкраща команда у рейтингу, що не пройшла попередню кваліфікацію.
У індивідуальних змаганнях візьмуть участь 3 фехтувальники, які кваліфікувалися у командних змаганнях. Ще шість квот отримають спортсмени згідно індивідуальному рейтингу (до уваги не беруться учасники, чиї команди вже кваліфікувалися): по 2 найкращих фехутвальники з Європи та Азії-Океанії, і по 1 фехтувальнику з Америк та Африки. Ще по одній ліцензії для країн з кожної кваліфікаційної зони буде розіграно на індивідуальних кваліфікаційних турнірах. Участь у них будуть брати лище ті країни, які не мають ще жодного представника у відповідному виді зброї.
Країна-господарка, Японія, гарантовано отримає 8 квот.

## Розклад
| П | Попередній раунд | ЧФ | Чвертьфінали | ПФ | Півфінали | Ф | Фінали |

| Дата                            | 24 липня | 24 липня | 24 липня | 24 липня | 25 липня | 25 липня | 25 липня | 25 липня | 26 липня | 26 липня | 26 липня | 26 липня | 27 липня | 27 липня | 27 липня | 27 липня | 28 липня | 28 липня | 28 липня | 28 липня | 29 липня | 29 липня | 29 липня | 29 липня | 30 липня | 30 липня | 30 липня | 30 липня | 31 липня | 31 липня | 31 липня | 31 липня | 1 серпня | 1 серпня | 1 серпня | 1 серпня |
| Event                           | Р        | Р        | В        | В        | Р        | Р        | В        | В        | Р        | Р        | Р        | Р        | Р        | Р        | В        | В        | Р        | Р        | В        | В        | Р        | Р        | В        | В        | Р        | Р        | В        | В        | Р        | Р        | В        | В        | Р        | Р        | Р        | Р        |
| ------------------------------- | -------- | -------- | -------- | -------- | -------- | -------- | -------- | -------- | -------- | -------- | -------- | -------- | -------- | -------- | -------- | -------- | -------- | -------- | -------- | -------- | -------- | -------- | -------- | -------- | -------- | -------- | -------- | -------- | -------- | -------- | -------- | -------- | -------- | -------- | -------- | -------- |
| Індивідуальна шпага (чоловіки)  |          |          |          |          | П        | ЧФ       | ПФ       | Ф        |          |          |          |          |          |          |          |          |          |          |          |          |          |          |          |          |          |          |          |          |          |          |          |          |          |          |          |          |
| Командна шпага (чоловіки)       |          |          |          |          |          |          |          |          |          |          |          |          |          |          |          |          |          |          |          |          |          |          |          |          | П        | ЧФ       | ПФ       | Ф        |          |          |          |          |          |          |          |          |
| Індивідуальна рапіра (чоловіки) |          |          |          |          |          |          |          |          | П        | ЧФ       | ПФ       | Ф        |          |          |          |          |          |          |          |          |          |          |          |          |          |          |          |          |          |          |          |          |          |          |          |          |
| Командна рапіра (чоловіки)      |          |          |          |          |          |          |          |          |          |          |          |          |          |          |          |          |          |          |          |          |          |          |          |          |          |          |          |          |          |          |          |          | П        | ЧФ       | ПФ       | Ф        |
| Індивідуальна шабля (чоловіки)  | П        | ЧФ       | ПФ       | Ф        |          |          |          |          |          |          |          |          |          |          |          |          |          |          |          |          |          |          |          |          |          |          |          |          |          |          |          |          |          |          |          |          |
| Командна шабля (чоловіки)       |          |          |          |          |          |          |          |          |          |          |          |          |          |          |          |          | П        | ЧФ       | ПФ       | Ф        |          |          |          |          |          |          |          |          |          |          |          |          |          |          |          |          |
| Індивідуальна шпага (жінки)     | П        | ЧФ       | ПФ       | Ф        |          |          |          |          |          |          |          |          |          |          |          |          |          |          |          |          |          |          |          |          |          |          |          |          |          |          |          |          |          |          |          |          |
| Командна шпага (жінки)          |          |          |          |          |          |          |          |          |          |          |          |          | П        | ЧФ       | ПФ       | Ф        |          |          |          |          |          |          |          |          |          |          |          |          |          |          |          |          |          |          |          |          |
| Індивідуальна рапіра (жінки)    |          |          |          |          | П        | ЧФ       | ПФ       | Ф        |          |          |          |          |          |          |          |          |          |          |          |          |          |          |          |          |          |          |          |          |          |          |          |          |          |          |          |          |
| Командна рапіра (жінки)         |          |          |          |          |          |          |          |          |          |          |          |          |          |          |          |          |          |          |          |          | П        | ЧФ       | ПФ       | Ф        |          |          |          |          |          |          |          |          |          |          |          |          |
| Індивідуальна шабля (жінки)     |          |          |          |          |          |          |          |          | П        | ЧФ       | ПФ       | Ф        |          |          |          |          |          |          |          |          |          |          |          |          |          |          |          |          |          |          |          |          |          |          |          |          |
| Командна шабля (жінки)          |          |          |          |          |          |          |          |          |          |          |          |          |          |          |          |          |          |          |          |          |          |          |          |          |          |          |          |          | П        | ЧФ       | ПФ       | Ф        |          |          |          |          |

## Медалісти
Чоловіки
| Дисципліна                | Золото                                                                | Срібло                                                                                              | Бронза                                                                  |
| ------------------------- | --------------------------------------------------------------------- | --------------------------------------------------------------------------------------------------- | ----------------------------------------------------------------------- |
| Шпага, особиста першість  | Ромен Каннон (FRA)                                                    | Ґерґей Шіклоші (HUN)                                                                                | Ігор Рейзлін (UKR)                                                      |
| Шпага, командна першість  | Японія · Кокі Кано · Кадзуясу Мінобе · Масару Ямада · Сатору Уяма     | Олімпійський комітет Росії · Сергій Біда · Сергій Ходос · Павло Сухов · Микита Глазков              | Південна Корея · Пак Сан Йон · Ма Се Гйон · Сон Джа Хо · Квон Юн Джун   |
| Рапіра, особиста першість | Чхьон Кха Лонг (HKG)                                                  | Даніеле Гароццо (ITA)                                                                               | Александр Чупеніч (CZE)                                                 |
| Рапіра, командна першість | Франція · Ерван Ле Пешу · Енцо Лефор · Жульєн Мертен · Максім Поті    | Олімпійський комітет Росії · Антон Бородачов · Кирило Бородачов · Владислав Мильников · Тимур Сафін | США · Рейс Імбоден · Нік Іткін · Александер Массіалас · Герек Мейнгардт |
| Шабля, особиста першість  | Арон Сіладьї (HUN)                                                    | Луїджі Самеле (ITA)                                                                                 | Кім Джон Хван (KOR)                                                     |
| Шабля, командна першість  | Південна Корея · О Сан Ук · Кім Джун Хо · Кім Джон Хван · Ку Бон Гіль | Італія · Лука Куратолі · Луїджі Самеле · Енріко Берре · Альдо Монтано                               | Угорщина · Арон Сіладьї · Андраш Сатмарі · Тамаш Дечі · Чанад Гемеші    |

Жінки
| Дисципліна                | Золото | Срібло                                                                | Бронза                                                                          |
| ------------------------- | --- | --------------------------------------------------------------------- | ------------------------------------------------------------------------------- |
| Шпага, особиста першість  | Сунь Івень (CHN)                                                                                            | Ана Марія Попеску (ROM)                                               | Катріна Лехіс (EST)                                                             |
| Шпага, командна першість  | Естонія · Юлія Беляєва · Ірина Ембріх · Еріка Кірпу · Катріна Лехіс                                         | Південна Корея · Чхве Ін Джон · Кан Йон Мі · Лі Хе Ін · Сон Се Ра     | Італія · Росселла Ф'ямінго · Федеріка Ізола · Мара Наваррія · Альберта Сантуччо |
| Рапіра, особиста першість | Лі Кіфер (USA)                                                                                              | Інна Дериглазова (ROC)                                                | Лариса Коробейников (ROC)                                                       |
| Рапіра, командна першість | Олімпійський комітет Росії (ROC) Інна Дериглазова Аделіна Загідулліна Лариса Коробейникова Марта Мартьянова | Франція (FRA) Аніта Блаз Астрід Гюяр Полін Ранв'є Ізаора Тібус        | Італія (ITA) Еріка Чіпресса Аріанна Ерріго Мартіна Батіні Аліче Вольпі          |
| Шабля, особиста першість  | Софія Позднякова (ROC)                                                                                      | Софія Велика (ROC)                                                    | Манон Брюне (FRA)                                                               |
| Шабля, командна першість  | Олімпійський комітет Росії (ROC) Ольга Нікітіна Софія Позднякова Софія Велика                               | Франція (FRA) Сара Бальцер Сесілія Бердер Манон Брюне Шарлотта Лембах | Південна Корея (KOR) Чой Су Йон Кім Джі Йон Со Джі Йон Юн Джі Су                |